# 臨床検査技師学校養成所指定規則
臨床検査技師学校養成所指定規則（りんしょうけんさぎしがっこうようせいじょしていきそく）は、1970年（昭和45年）12月28日に、日本国の臨床検査技師等に関する法律に基づき昭和45年文部省・厚生省令第3号として公布された省令である。

## 教育内容
- 基礎分野
  - 科学的思考の基盤
  - 人間と生活
- 専門基礎分野
  - 人体の構造と機能
  - 医学検査の基礎とその疾病との関連
  - 保健医療福祉と医学検査
  - 医療工学及び情報科学
- 専門分野
  - 臨床病態学
  - 形態検査学
  - 生物化学分析検査学
  - 病因・生体防御検査学
  - 生理機能検査学
  - 検査総合管理学
  - 臨地実習